# 苦绳
苦绳（学名：[Dregea sinensis] 错误：{{Lang}}：文本有斜体标记（帮助））是夹竹桃科南山藤属的植物，是中国的特有植物。分布在中国大陆的广西、陕西、贵州、四川、浙江、云南、湖北、江苏、甘肃等地，生长于海拔500米至3,000米的地区，一般生长在山地疏林中或灌木丛中，目前尚未由人工引种栽培。全株入药可催乳、止咳、祛风湿，叶外敷治肿痛、痈疖、骨折。
其种加词“sinensis”意为“中华的”。
现接受名为牛奶菜（Marsdenia sinensis Hemsl., 1889）。

## 别名
奶浆藤（云南、贵州）；隔山撬、白丝藤、白浆草（云南）；小木通、通炎散、刀愈药（云南昆明）；野泡通（贵州）